# 11:11 (álbum de Regina Spektor)
11:11 Eleven Eleven es el álbum debut de Regina Spektor, publicado por ella misma en 2001 y vendido en sus primeros shows en vivo. Actualmente este álbum no está disponible en formato CD, pero si disponible tanto en tiendas en línea como en sitio oficial de Regina Spektor en iTunes Music Store y Amazon MP3. Sin embargo, las canciones "Love Affair", "Mary Ann" y "Pavlov's Daughter" también figuran en el repertorio de Mary Ann Meets the Gravediggers and Other Short Stories. 
Las letras de las canciones del álbum son sarcásticas y su sonido está influenciado por múltiples géneros, principalmente el Jazz, Soul, Rap, Rock y el que ella misma considera su género, el Anti-folk.

## Canciones
1. "Love Affair" – 2:22
2. "Rejazz" – 3:37
3. "Back of a Truck" – 5:52
4. "Buildings" – 4:43
5. "Mary Ann" – 2:56
6. "Flyin" – 1:59
7. "Wasteside" – 2:22
8. "Pavlov's Daughter" – 7:43
9. "2.99¢ Blues" – 3:33
10. "Braille" – 4:55
11. "I Want to Sing" – 3:56
12. "Sunshine" – 2:23